# Pholodes fuliginea
Pholodes fuliginea là một loài bướm đêm trong họ Geometridae.